# Cutaneotrichosporon
Cutaneotrichosporon Xin Zhan Liu, F.Y. Bai, M. Groenew. & Boekhout – rodzaj mikroskopijnych grzybów podstawkowych z rzędu Trichosporonales. Wiele gatunków to grzyby chorobotwórcze.

## Charakterystyka
Cutaneotrichosporon to ureazo-dodatnie, nieotoczone ścianą komórkową drożdżopodobne grzyby zaliczane do drożdży podstawkowych, charakteryzujące się zdolnością do tworzenia form strzępkowych w postaci hialinowych strzępek z przegrodami, które rozpadają się na owalne lub prostokątne artrokonidia. Niektóre gatunki mogą tworzyć również blastospory. Kolonie zwykle mają woskowaty wygląd, rozwijają się w nich promieniste bruzdy i nieregularne fałdy.
Gatunki Cutaneotrichosporon są często izolowane z ludzi i zwierząt, a także z próbek klinicznych, niektóre z nich powodują zakażenia oportunistyczne. Ich zdolność do wzrostu w temperaturze 37 C jest zmienna, wszystkie gatunki są odporne na echinokandyny i inne środki przeciwgrzybicze. Identyfikacja rodzaju jest obowiązkowa w leczeniu klinicznym, identyfikacja gatunku jest trudna i wymaga analizy molekularnej lub MALDI-TOF-MS.
W Polsce występuje m.in. Cutaneotrichosporon cutaneum (podany pod nazwą Trichosporon cutaneum).

## Systematyka i nazewnictwo
Pozycja w klasyfikacji według Index Fungorum: Trichosporonaceae, Trichosporonales, Incertae sedis, Tremellomycetes, Agaricomycotina, Basidiomycota, Fungi.
W 1890 r. Gustav Behrend utworzył takson o nazwie Trichosporon, do którego zaliczył Trichosporon ovoides – drożdżopodobny gatunek grzyba powodujący grzybice włosów. Później opisano około 100 gatunków tego rodzaju. Wraz z pojawieniem się sekwencjonowania DNA okazało się, że wiele z tych gatunków należy do innych rodzajów. Jednym z nich jest Cutaneotrichosporon, utworzyli go w 2015 r. Xin Zhan Liu, F.Y. Bai, M. Groenew. i Boekhout.